# Kelantan
Il Kelantan è uno degli stati della Malaysia.
Si estende su una superficie di 15 040 km², ospita una popolazione di ca. 1 890 000 abitanti (nel 2019) ed è situato nella regione nord-occidentale della Malesia peninsulare.
La capitale è Kota Bharu.
Confina a nord con la Thailandia, a nord-est con il Mar Cinese Meridionale, ad est con lo stato di Terengganu, a ovest con il Perak e a sud con il Pahang.

## Distretti
Lo stato di Kelantan è diviso in undici distretti:
|    | Distretto                | Capoluogo   | Area (km²) | Popolazione (2010) |
| -- | ------------------------ | ----------- | ---------- | ------------------ |
| 1  | Distretto di Bachok      | Bachok      | 264        | 126 350            |
| 2  | Distretto di Gua Musang  | Gua Musang  | 8 104      | 86 189             |
| 3  | Distretto di Jeli        | Gua Musang  | 1 329      | 39 170             |
| 4  | Distretto di Kota Bharu  | Khota Baru  | 409        | 468 438            |
| 5  | Distretto di Kuala Krai  | Kuala Krai  | 1 329      | 104 234            |
| 6  | Distretto di Machang     | Machang     | 554        | 89 118             |
| 7  | Distretto di Pasir Mas   | Pasir Mas   | 578        | 180 878            |
| 8  | Distretto di Pasir Puteh | Pasir Puteh | 433        | 113 191            |
| 9  | Distretto di Tanah Merah | Tanah Merah | 868        | 115 949            |
| 10 | Distretto di Tumpat      | Tumpat      | 168        | 147 191            |
| 11 | Distretto di Lojing      | Lojing      |            |                    |